# La leggenda nera del Papa di Hitler
La leggenda nera del Papa di Hitler (titolo originale The Myth of Hitler's Pope: how Pope Pius XII rescued Jews from the Nazis) è un saggio del 2005 scritto dal rabbino e storico statunitense David Gil Dalin.

## Trama
Nella prima parte del saggio, Dalin argomenta sinotticamente come tutti i pontefici della Chiesa cattolica lungo l'intero corso della storia abbiano sempre difeso gli ebrei da ideologie razziste o più propriamente antisemite. Egli rigetta e confuta quindi le varie accuse di antigiudaismo mosse alla Chiesa, con il supporto di numerosi documenti e anche citando a sostegno di questa tesi altri saggi, tra i quali Pio XII e la Seconda guerra mondiale negli Archivi Vaticani di Pierre Blet, Pio XII. Architetto di pace di Margherita Marchione, La diffamazione di Pio XII di Ralph McInerny e a suo giudizio la più imponente e rigorosa, cioè Hitler, la Guerra e il Papa di Ronald J. Rychlak.
Dalin si concentra successivamente sulla persona di Papa Pio XII, difendendone a spada tratta la reputazione dalle varie accuse (a suo dire, ideologiche) di "filonazismo" o di "silenzio" sulla Shoah: presentando un'estesa documentazione raccolta dagli archivi di Chiesa e Stato attraverso tutta Europa, Dalin suggerisce che lo Yad Vashem dovrebbe onorare Papa Pio XII come un «Giusto fra le nazioni», e documenta che lo stesso Pio XII è stato celebrato da prominenti ebrei suoi contemporanei per il suo ruolo nell'aver salvato più ebrei di Schindler. Gli ammiratori di Pio XII includevano il Rabbino Capo di Israele Isaac Herzog, i primi ministri israeliani Golda Meir e Moshe Sharett e il primo presidente d'Israele Chaim Weizmann. Il diplomatico Pinchas Lapide, a suo tempo console israeliano a Milano, dichiarò che Pio XII «fu lo strumento di salvezza di almeno 700.000, ma forse anche 860.000, ebrei che dovevano morire per mano nazista».
I documenti citati nel saggio testimoniano come Pio XII diede ordine al suo Segretario di Stato, il cardinale Luigi Maglione, di protestare presso l'ambasciatore tedesco in Vaticano Ernst von Weizsäcker per le leggi razziali, e con ciò ottenne che le deportazioni venissero interrotte. Aprì inoltre lo stesso stato del Vaticano per nascondere gli ebrei di Roma in conventi e monasteri: grazie a tale operazione la capitale ebbe la percentuale più elevata di ebrei sopravvissuti fra le città occupate dai nazisti. Dei 5.715 ebrei di Roma, registrati dalla Germania per essere deportati, 4.715 furono sistemati in 150 istituzioni cattoliche, e 477 di loro in santuari del Vaticano, cosa ratificata dall'ambasciatore britannico presso la Santa Sede. Il Papa attuò la medesima strategia salvifica in Ungheria mediante il suo rappresentante, il nunzio apostolico monsignor Angelo Rotta, che ebbe un ruolo decisivo al momento di salvare la vita di 5.000 ebrei. La documentazione di Dalin prosegue con le testimonianze di molti altri prelati che salvarono la vita di migliaia di ebrei, ad esempio l'arcivescovo Angelo Roncalli (futuro Papa Giovanni XXIII) in Bulgaria, e giurarono di averne avuto ordine dal Papa in persona. Altri fatti storici, minori ma altrettanto importanti ai fini della verità, sono ad esempio le documentate assunzioni in Vaticano con nomina di esperti di ebrei licenziati da Mussolini. Dalin ricorda che gli stessi nazisti, nel definire con disprezzo Pacelli «il cardinale che ama gli Ebrei», ne riconoscevano indirettamente la statura morale.

Per Dalin dunque quella del «Papa di Hitler» sarebbe una leggenda nera da attribuirsi alla strategia nazista per screditare la Chiesa cattolica. Dopo la fine della Seconda guerra mondiale, tale strategia sarebbe poi stata raccolta da una curiosa sinergia anticattolica composta dalla componente progressista della Chiesa e, al di fuori di essa, dalla propaganda comunista, laicista e islamo-estremista (in particolare da quest'ultima). È Dalin infatti a scrivere che: 
(David G. Dalin, La leggenda nera del Papa di Hitler)

## Edizioni
- David Gil Dalin, La leggenda nera del Papa di Hitler, traduzione di M. L. Napolitano, 1ª ed., Edizioni Piemme, 2007,  p. 271, ISBN 978-88-384-8662-3.